# 汾陽麻衣
汾陽麻衣 （日语：／，1982年8月7日—），日本自由电视主持人，前NHK主播。出生于日本鹿儿岛县，清泉女子大学英语文学专业毕业。

## 经历
- 2005年进入NHK鹿儿岛放送局担任主播，2年后任满离职。2007年至2013年担任TBS新闻主播。2015年女儿出生。[1]